# A piece of cake!
『A piece of cake!』（ア・ピース・オブ・ケーキ!）は、渡辺満里奈6枚目のオリジナル・アルバム。1990年7月21日、EPIC/SONY RECORDS（現・エピックレコードジャパン）から発売された。

## 解説
『TWO OF US』から7か月ぶりのオリジナル・アルバム。
シングル「新しい気持ち」、フリッパーズ・ギターから楽曲提供された「大好きなシャツ（1990旅行大作戦）」を収録。
「夜道」は奥田民生とのデュエット曲。
現在、音楽配信で音源入手可能。
オリコンチャート32位を獲得した。

## 収録曲
- 作詞・作曲・編曲：DOUBLE K’O’ CORPORATION(6,7)
- 作詞：渡辺満里奈(1,5)井上妙(8,9)岡部真理子(2)岩里祐穂(3)戸沢暢美(4)
- 作曲：上田知華(1,2,3,4)外間隆史(8,9)MAYUMI(5)
- 編曲：井上鑑(1,2,3)外間隆史・中原信雄(8,9)清水信之(4)新川博(5)

1. フレンズ
2. 夜道
3. MOVE OUT
4. 新しい気持ち
5. BE WITH YOU
6. 大好きなシャツ（1990旅行大作戦）
7. レイニー カインド オブ ラブ
8. グラヂオラス
9. 夏の日